# Terry Lloyd
Pour les articles homonymes, voir Lloyd.
Terry Lloyd, né Terence Ellis Lloyd (21 novembre 1952 - 22 mars 2003) est un journaliste de télévision britannique. Il est tué par un tir américain alors qu'il couvre le début de la guerre d'Irak, en 2003, pour le réseau britannique ITN.

## Biographie
Né à Derby, Lloyd devient reporter télé pour la chaîne Central Independant Television, puis se joint à Independent Television News (ITN) en 1983.
En 1988, il révèle que Saddam Hussein a utilisé des armes chimiques pour tuer 5 000 Kurdes à Halabja.
En 1999, Terry Lloyd devient le premier journaliste étranger à entrer au Kosovo, en transitant via les montagnes à partir du Monténégro, accompagné de son cadreur Mike Inglis.
Terry Lloyd meurt à Bassora en Irak le 22 mars 2003 lorsque son équipe est prise dans un tir croisé entre les militaires américains et les forces irakiennes, près du pont qui enjambe la rivière Shatt al-Arab.
L'interprète Hussein Osman, un Libanais, est également tué. Le cadreur français Frédéric Nérac est officiellement considéré disparu, puisque son corps n'a jamais été retrouvé. Il aurait été enlevé et tué par une milice du Parti Baas peu après la fusillade. Le cadreur belge Daniel Demoustier est le seul survivant de l'équipe de tournage.

## Enquête
Une enquête sur les circonstances de la mort de Terry Lloyd se tient dans l'Oxfordshire en 2006. Un rapport, déposé le 13 octobre, conclut que le journaliste a été mortellement atteint au dos par des tirs de l'armée américaine. L'assistant-coroner Andrew Walker conclut à un « meurtre illégal » et annonce la possibilité d'intenter des poursuites. La veuve de Terry Lloyd demande que les Marines soient amenés devant la justice.